# Moyashimon
Moyashimon (もやしもん) là loạt manga do Ishikawa Masayuki thực hiện và đăng trên tạp chí Evening của Kodansha từ ngày 21 tháng 6 năm 2004 đến tháng 6 năm 2013 rồi chuyển sang tạp chí Morning two đến ngày 22 tháng 1 năm 2014. Cốt truyện xoay quanh Sawaki Tadayasu, sinh viên đại học nông nghiệp năm thứ nhất người có khả năng đặc biệt là có thể nhìn thấy các vi khuẩn và các vi sinh vật bằng mắt thường và thậm chí còn giao tiếp được với chúng. Không chỉ thế anh có thể còn bắt được chúng khi đang bay trong không khí việc mà người bình thường không thể làm được. Khả năng này thu hút được sự chú ý của một giáo sư bí ẩn tên Itsuki Keizō, ban đầu không tin lắm khi nghe về khả năng này của Tadayasu nhưng với vài thử nghiệm ông đã chấp nhận nó.
Loạt manga đã được chuyển thể thành các loại hình truyền thông khác như anime, internet radio, trò chơi điện tử... Loạt manga đã giành được giải thưởng lớn tại Lễ trao giải Văn hóa Tezuka Osamu và giải thưởng cho manga chung cho mọi đối tượng tại Lễ trao giải Kodansha Manga năm 2008. Tác phẩm này còn được đánh giá cao về tính chính xác trong khoa học nên có giá trị giáo dục rất cao.

## Tổng quan

### Nhân vật

#### Con người

##### Chính
Sawaki Souemon Tadayasu (沢木 惣右衛門 直保, さわき そうえもん ただやす)
Lồng tiếng bởi: Sakaguchi Daisuke
Yūki Kei (結城 蛍, ゆうき けい)
Lồng tiếng bởi: Saiga Mitsuki
Itsuki Keizō (樹 慶蔵, いつき けいぞう)
Lồng tiếng bởi: Nishimura Tomomichi
Hasegawa Haruka (長谷川 遥, はせがわ はるか)
Lồng tiếng bởi: Ōhara Sayaka
Misato Kaoru (美里 薫, みさと かおる)
Lồng tiếng bởi: Konishi Katsuyuki
Kawahama Takuma (川浜 拓馬, かわはま たくま)
Lồng tiếng bởi: Sugiyama Noriaki
Oikawa Hazuki (及川 葉月, おいかわ はづき)
Lồng tiếng bởi: Kanda Akemi
Mutō Aoi (武藤 葵, むとう あおい)
Lồng tiếng bởi: Noto Mamiko
Nishino Madoka (西野 円, にしの まどか)

##### Cửa hàng rượu Hiyoshi
Hiyoshi Kikuji (日吉 菊二, ひよし きくじ)
Lồng tiếng bởi: Fujimoto Yuzuru
Hiyoshi Tomoharu (日吉 友春, ひよし ともはる)
Lồng tiếng bởi: Hino Satoshi

##### Đại học nông nghiệp
Hirooka Aya (宏岡 亜矢, ひろおか あや)
Lồng tiếng bởi: Takahashi Chiaki
Kosaka Kyasarin (小坂 伽沙凜, こさか きゃさりん)
Nakayama Chisa (中山ちさ, なかやま ちさ)
Nagamine (長峰, ながみね)
Kaneshiro Yū (金城 優, かねしろ ゆう)
Kinjō no Ojī (金城のおじい)
Mikami (三上, みかみ)
Tachibana (立花, たちばな)
Lồng tiếng bởi: Yoshida Masumi
UFO-ken (UFO研)
Jichi-ryō resistance （自治寮レジスタンス, 自治会レジスタンス, 元自治寮レジスタンス）
Lồng tiếng bởi: Oda Toshimitsu, Saitō Takashi, Masu Mototakuya
Nōshikai (農志会)

##### Khác
Sawaki Sōemon Tadatsugu (沢木 惣右衛門 直継, さわき そうえもん ただつぐ)
Yūki no Jīsan (結城のじいさん)
Hasegawa no Chichi (長谷川の父)
Lồng tiếng bởi: Shibata Hidekatsu
Jose (ホセ) / Carlos (カルロス)
Kosaka Tarō (小坂 太郎, こさか たろう) / Michiko (美智子, みちこ)
Marie (マリー)
Lồng tiếng bởi: Sawashiro Miyuki
Kanō Hana (加納はな, かのう はな)
Bāten-kun (バーテンくん)
Ryūta (龍太, りゅうた)
Lồng tiếng bởi: Ōkawa Tōru, Keichō Yuka
Tanaka Kyōko (田中 恭子, たなか きょうこ)
Lồng tiếng bởi: Kikuchi Ami

#### Vi khuẩn/nấm/vi sinh

##### Chính
- Aspergillus oryzae

Lồng tiếng bởi: Tōma Yumi
- Aspergillus sojae

Lồng tiếng bởi: Numakura Manami
- Bacillus subtilis var. natto
- Cladosporium trichoides

Lồng tiếng bởi: Mūdi Katsuyama
- Escherichia coli
- Penicillium chrysogenum

Lồng tiếng bởi: Kanda Akemi
- Lactobacillus yogurti

Lồng tiếng bởi: Nakamura Miu
- Saccharomyces cerevisiae

Lồng tiếng bởi: Tamagawa Misa

##### Phụ
- Acetobacter aceti
- Acetobacter xylinum
- Acinetobacter calcoaceticus
- Alcaligenes latus
- Ascosphaera apis
- Alternaria alternata
- Aureobasidium pullulans
- Aspergillus awamori

Lồng tiếng bởi: Yoshida Hisanori/Tamurapan (Drama CD)
- Aspergillus parasiticus
- Aspergillus fumigatus
- Aspergillus flavus
- Aspergillus niger

Lồng tiếng bởi: Yoshida Hisanori, Sakaguchi Daisuke, Sugiyama Noriaki
- Aspergillus kawachii
- Aspergillus tamarii
- Aphthovirus
- Agaricus bisporus
- Auricularia auricula
- Bacillus subtilis
- Bacillus halodurans
- Bacillus licheniformis
- Bacillus thuringiensis
- Bifidobacterium bifidum
- Botrytis cinerea
- Bifidobacterium longum
- Brevibacterium linens
- Cryptococcus albidas
- Cladosporium resinae
- Clostridium botulinum
- Clostridium perfringens
- Clostridium tetani
- Cordyceps sinensis
- Corynebacterium diphtheroids

Lồng tiếng bởi: Hiking Walking
- Chaetomium globosum
- Corollospora maritima
- Clostridium butyricum
- Clostridium baratii
- Deinococcus radiodurans
- Delftia acidovorans
- Enterobacter cloacae
- Enterococcus faecalis
- Erwinia carotovora/Pectobacterium carotovorum
- Eurotium chevalieri
- Enterococcus faecium
- Fusarium roseum
- Fusarium vasinfectum
- Flammulina velutipes
- Genus Enterovirus poliovirus
- Geotrichum spp.
- Glomus etunicatum
- Grifola frondosa
- Halobacterium và Halococcus
- Halosphaeriopsis mediosetigera
- Helicobacter pylori
- Hypsizygus marmoreus
- Issatchenkia orientalis
- influenza virus (Cúm)
- Kluyveromyces thermotolerans
- Lactococcus lactis/Streptococcus lactis

Lồng tiếng bởi: Nabei Makiko
- Lactobacillus casei
- Lactobacillus sake
- Lactobacillus fructivorans
- Lactobacillus brevis/Brevibacillus brevis
- Lentinula edodes
- Lactobacillus sanfranciscensis
- Malassezia furfur

Lồng tiếng bởi: Hiking Walking
- Methanogen
- Mucor mucedo
- Mucor Pusillus
- Microsporum canis
- Magnetospirillum magnetotacticum
- Moraxella lacunata
- Micrococcus luteus/Sarcina lutea
- Norovirus
- Sapovirus
- Lagovirus
- Vesivirus
- Escherichia coli O157:H7
- Omphalotus japonicus
- Propionibacterium acnes
- Pichia guilliermondii
- Pichia membranaefaciens
- Pityrosporum ovale
- Penicillium frequentans
- Plesiomonas shigelloides
- Physarum polycephalum
- Pseudomonas aeruginosa

Lồng tiếng bởi: Saitō Takashi
- Pseudomonas fluorescens
- Proteus vulgaris
- Pholiota nameko
- Pleurotus eryngii
- Pleurotus pulmonarius
- Photobacterium phosphoreum
- Rhodotorula glutinis
- Rhodotorula rubra
- Rhinovirus
- Rhizopus japanicus
- Rhizopus oligosporus
- Rubrobacter radiotolerans
- Saccharomyces uvarum
- Saccharomyces sake
- Saccharomyces cerevisiae
- Saccharomyces rouxii/Zygosaccharomyces rouxii
- Shigella dysenteriae
- Staphylococcus aureus
- Staphylococcus epidermidis
- Streptococcus pyogenes
- Shewanella benthica
- Thermus thermophilus
- Tricocladium achrasporum
- Trichoderma koningii
- Trichoderma harzianum
- Tricholoma matsutake

Lồng tiếng bởi: Saitō Takashi
- Trichophyton mentagrophytes
- Torpedospora radiata
- Trichophyton tonsurans
- Tricophyton rubrum

Lồng tiếng bởi: Seto Saori
- Vibrio cholerae
- Vibrio parahaemolyticus
- Vibrio fischeri
- Xanthomonas campestris
- Zygosacchromyces Bailii

## Truyền thông

### Manga
Loạt manga do Ishikawa Masayuki thực hiện và đăng trên tạp chí Evening của Kodanshatừ ngày 21 tháng 6 năm 2004 đến tháng 6 năm 2013 rồi chuyển sang tạp chí Morning two cũng của Kodansha đến ngày 22 tháng 1 năm 2014. Loạt manga ban đầu có tên Noudai Monogatari (農大物語) đến chương thứ hai thì chuyển thành Noudai Monogatari Moyashimon (農大物語もやしもん) sau đó rút lại thành Moyashimon. Kodansha sau đó đã tập hợp các chương lại và phát hành thành các 13 tankōbon. Del Rey Manga đã đăng ký bản quyền phiên bản tiếng Anh của loạt manga để tiến hành xuất bản tại thị trường Bắc Mỹ nhưng sau khi phát hành hai tập thì chuyển lại bản quyền cho Kodansha.

### Anime
Shirogumi và Telecom Animation Film đã thực hiện chuyển thể anime với sự đạo diễn của Yano Yuichiro và phát sóng tại Nhật Bản từ ngày 11 tháng 10 đến ngày 20 tháng 12 năm 2007 với 11 tập trên các kênh Fuji TV, Kansai TV và Tokai TV. Phiên bản DVD của bộ anime đã phát hành từ ngày 21 tháng 12 năm 2007 đến ngày 19 tháng 3 năm 2008 gồm bốn hộp. Phiên bản bộ hộp BD thì phát hành vào ngày 26 tháng 10 năm 2011.
Bộ anime thứ hai có tựa Moyashimon Returns (もやしもん リターンズ) cũng do Shirogumi và Telecom Animation Film thực hiện đã phát sóng tại Nhật Bản từ ngày 05 tháng 7 đến ngày 13 tháng 9 năm 2012 với 11 tập trên kênh Fuji TV. Phiên bản DVD/BD của bộ anime này phát hành đồng thời từ ngày 05 tháng 9 năm 2012 đến ngày 06 tháng 2 năm 2013 với 6 hộp mỗi phiên bản.

### Phim người đóng
Chuyển thể phim truyền hình người đóng của tác tác phẩm cũng đã được thực hiện và phát sóng trên kênh Fuji TV từ ngày 08 tháng 7 đến ngày 16 tháng 9 năm 2010 với 11 tập. Phiên bản DVD của bộ phim truyền hình đã phát hành từ ngày 23 tháng 12 năm 2010 đến ngày 16 tháng 3 năm 2011 với 4 hộp. FUNimation Entertainment đã đăng ký bản quyền phiên bản tiếng Anh của bộ phim này để phân phối tại thị trường Bắc Mỹ.

### Internet radio
Một loạt internet radio có tên Radio Moyashimon Returns Bou-noudai Housou-sai! (ラジオもやしもん リターンズ 某農大放送祭!) đã phát sóng từ ngày 5 tháng 7 năm 2012 đến ngày 06 tháng 2 năm 2013. Với sự tham gia của người dẫn chương trình là Sawaki Tadayasu và men nấm Aspergillus oryzae thường bay xung quanh anh chàng.

### Trò chơi điện tử
Chuyển thể trò chơi điện tử cho hệ Nintendo DS có tên Moyashimon DS (もやしもんDS) thuộc thể loại phiêu lưu do hãng Takara Tomy thực hiện đã phát hành vào ngày 23 tháng 7 năm 2009. Người chơi sẽ thực hiện các nghiên cứu liên quan đến các vi khuẩn và hoàn thành việc tập hợp album ảnh về các vi khuẩn, với hơn 60 nhiệm vụ khác nhau mỗi nhiệm vụ khi hoàn tất sẽ mở khóa các tấm ảnh.
Yahoo! Mobage thì đã thực hiện một trò chơi trực tuyến có tên Moyashimon Gacha Gacha (もやしもんガチャガチャ).
Trò chơi cho hệ iPhone/iPod có tên Kino Atsumete Maire! Moyashimon! ! ~Yuusha Orize no Bouken~ (キンを集めてまいれ！もやしもん！！～勇者オリゼーの冒険～) thuộc thể loại phiêu lưu do hãng KAYAC thực hiện đã phát hành vào ngày 17 tháng 8 năm 2012. Đóng vai một men nấm Aspergillus oryzae phiêu lưu trong các "hầm ngục" để thu thập các vi khuẩn khác nhau và tạo ra một liên minh hùng mạnh cũng như mở ra cuốn sách hình chứa các thông tin giới thiệu về các loại vi khuẩn.

### Âm nhạc
Bộ anime đầu có hai bài hát bài hát chủ đề, một mở đầu và một kết thúc. Bài hát mở đầu có tựa Curriculum (カリキュラム) do Ifu Sarasa trình bày, đĩa đơn chứa bài hát đã phát hành vào ngày 05 tháng 12 năm 2007. Bài hát kết thúc có tên Rocket do POLYSICS trình bày, đĩa đơn chứa bài hát đã phát hành vào ngày 21 tháng 11 năm 2007. Album chứa các bản nhạc dùng trong bộ anime đã phát hành vào ngày 28 tháng 11 năm 2007.
| Curriculum (カリキュラム) | Curriculum (カリキュラム)            | Curriculum (カリキュラム) |
| STT                       | Nhan đề                              | Thời lượng                |
| ------------------------- | ------------------------------------ | ------------------------- |
| 1.                        | "Curriculum (カリキュラム)"          | 4:33                      |
| 2.                        | "Kotoba to Slime (コトバトスライム)" | 3:13                      |
| Tổng thời lượng:          | Tổng thời lượng:                     | 7:46                      |

| Rocket           | Rocket             | Rocket     |
| STT              | Nhan đề            | Thời lượng |
| ---------------- | ------------------ | ---------- |
| 1.               | "Rocket"           | 2:56       |
| 2.               | "Raw"              | 2:41       |
| 3.               | "Rocket (Karaoke)" | 2:55       |
| 4.               | "Raw (Karaoke)"    | 2:40       |
| Tổng thời lượng: | Tổng thời lượng:   | 11:12      |

| Moyashimon Original Soundtrack (もやしもん オリジナル·サウンドトラック) | Moyashimon Original Soundtrack (もやしもん オリジナル·サウンドトラック) | Moyashimon Original Soundtrack (もやしもん オリジナル·サウンドトラック) |
| STT                                                                     | Nhan đề                                                                 | Thời lượng                                                              |
| ----------------------------------------------------------------------- | ----------------------------------------------------------------------- | ----------------------------------------------------------------------- |
| 1.                                                                      | "Moyashimon no Theme (もやしもんのテーマ)"                              | 1:50                                                                    |
| 2.                                                                      | "Dobro"                                                                 | 1:34                                                                    |
| 3.                                                                      | "Tomo (友)"                                                             | 1:46                                                                    |
| 4.                                                                      | "Haruka (遥)"                                                           | 1:58                                                                    |
| 5.                                                                      | "Jokin (除菌)"                                                          | 1:43                                                                    |
| 6.                                                                      | "ChaChaCha"                                                             | 1:33                                                                    |
| 7.                                                                      | "Itsuki Keizo (樹慶蔵)"                                                 | 1:23                                                                    |
| 8.                                                                      | "Itsuki Kenkyuusho (樹研究所)"                                          | 1:52                                                                    |
| 9.                                                                      | "Hiyoshi Kikuji (日吉菊二)"                                             | 1:36                                                                    |
| 10.                                                                     | "Denen (田園)"                                                          | 1:49                                                                    |
| 11.                                                                     | "Shokuchuudoku (食中毒)"                                                | 1:41                                                                    |
| 12.                                                                     | "Ishuu (異臭)"                                                          | 1:47                                                                    |
| 13.                                                                     | "Tairitsu (対立)"                                                       | 1:31                                                                    |
| 14.                                                                     | "Moeyo Moyashimon (燃えよモヤシモン)"                                   | 1:52                                                                    |
| 15.                                                                     | "Kiseki (奇跡)"                                                         | 1:45                                                                    |
| 16.                                                                     | "Binbou Gakusei (貧乏学生)"                                             | 1:38                                                                    |
| 17.                                                                     | "Hiyoshi Saketen (日吉酒店)"                                            | 2:09                                                                    |
| 18.                                                                     | "UFO Kenkyuukai (UFO研究会)"                                            | 1:51                                                                    |
| 19.                                                                     | "Boueki March (防疫マーチ)"                                             | 1:44                                                                    |
| 20.                                                                     | "Noushikai (農志会)"                                                    | 1:47                                                                    |
| 21.                                                                     | "Nostalgia (ノスタルジー)"                                              | 2:52                                                                    |
| 22.                                                                     | "Enzetsu (演説)"                                                        | 2:08                                                                    |
| 23.                                                                     | "Ambient (アンビエント)"                                                | 2:16                                                                    |
| 24.                                                                     | "Orientation (オリエンテーション)"                                      | 1:40                                                                    |
| 25.                                                                     | "Biyaku no Mambo (媚薬のマンボ)"                                        | 1:51                                                                    |
| 26.                                                                     | "Kin Gekijou Sono 1 (菌劇場 その1)"                                     | 1:03                                                                    |
| 27.                                                                     | "Kin Gekijou Sono 2 (菌劇場 その2)"                                     | 1:01                                                                    |
| Tổng thời lượng:                                                        | Tổng thời lượng:                                                        | 47:40                                                                   |

Bộ phim truyền hình cũng có hai bài hát bài hát chủ đề, một mở đầu và một kết thúc. Bài hát mở đầu có tựa SOS do Tamurapan trình bày, đĩa đơn chứa bài hát đã phát hành vào ngày 21 tháng 7 năm 2010, với hai phiên bản giới hạn và bình thường, ngoài việc hai phiên bản này có chứa một bản nhạc khác nhau thì phiên bản giới hạn đính kèm thêm một đĩa chứa đoạn phim trình bày nhạc phẩm. Bài hát kết thúc có tên Umi e Ikko (海へいこう) do SEAMO trình bày, đĩa đơn chứa bài hát đã phát hành vào ngày 04 tháng 8 năm 2010. Album chứa các bản nhạc dùng trong bộ phim đã phát hành vào ngày 22 tháng 12 năm 2010.
| SOS              | SOS                               | SOS        |
| STT              | Nhan đề                           | Thời lượng |
| ---------------- | --------------------------------- | ---------- |
| 1.               | "SOS"                             | 4:20       |
| 2.               | "Storyteller (ストーリーテラー)"  | 5:12       |
| 3.               | "My Home Town (マイホームタウン)" | 4:35       |
| Tổng thời lượng: | Tổng thời lượng:                  | 14:07      |

| SOS              | SOS                              | SOS        |
| STT              | Nhan đề                          | Thời lượng |
| ---------------- | -------------------------------- | ---------- |
| 1.               | "SOS"                            | 4:20       |
| 2.               | "Storyteller (ストーリーテラー)" | 5:12       |
| 3.               | "Happa no Koukai (葉っぱの航海)" | 4:13       |
| Tổng thời lượng: | Tổng thời lượng:                 | 13:45      |

| Umi he Ikou (海へいこう) | Umi he Ikou (海へいこう)                                 | Umi he Ikou (海へいこう) |
| STT                      | Nhan đề                                                  | Thời lượng               |
| ------------------------ | -------------------------------------------------------- | ------------------------ |
| 1.                       | "Umi he Ikou (海へいこう)"                               | 4:22                     |
| 2.                       | "My Style is the Best"                                   | 3:13                     |
| 3.                       | "Continue -Symphony Orchestra Session-"                  | 5:12                     |
| 4.                       | "Umi he Ikou (instrumental) (海へいこう (instrumental))" | 4:22                     |
| 5.                       | "My Style is the Best (instrumental)"                    | 3:13                     |
| 6.                       | "Continue -Symphony Orchestra Session- (instrumental)"   | 5:10                     |
| Tổng thời lượng:         | Tổng thời lượng:                                         | 25:32                    |

| Drama Moyashimon Original・Soundtrack (ドラマ もやしもん オリジナル・サウンドトラック) | Drama Moyashimon Original・Soundtrack (ドラマ もやしもん オリジナル・サウンドトラック)  | Drama Moyashimon Original・Soundtrack (ドラマ もやしもん オリジナル・サウンドトラック) |
| STT                                                                                    | Nhan đề                                                                                 | Thời lượng                                                                             |
| -------------------------------------------------------------------------------------- | --------------------------------------------------------------------------------------- | -------------------------------------------------------------------------------------- |
| 1.                                                                                     | "SOS <TV SIZE> (Opening・Theme) (SOS ＜TV SIZE＞ (オープニング・テーマ))"               | 1:40                                                                                   |
| 2.                                                                                     | "Oryzae"                                                                                | 0:48                                                                                   |
| 3.                                                                                     | "Tijuana Friends"                                                                       | 1:57                                                                                   |
| 4.                                                                                     | "Sad Room Bad Idea"                                                                     | 1:11                                                                                   |
| 5.                                                                                     | "Son Love Potion"                                                                       | 2:38                                                                                   |
| 6.                                                                                     | "Oryzae's Theater"                                                                      | 1:53                                                                                   |
| 7.                                                                                     | "Moyashi Mon"                                                                           | 1:36                                                                                   |
| 8.                                                                                     | "Miss Contest"                                                                          | 1:46                                                                                   |
| 9.                                                                                     | "Caged Bird"                                                                            | 1:38                                                                                   |
| 10.                                                                                    | "Moyashi Mon Jazz"                                                                      | 2:29                                                                                   |
| 11.                                                                                    | "Professor Itsuki"                                                                      | 1:50                                                                                   |
| 12.                                                                                    | "Sombrero Express"                                                                      | 1:40                                                                                   |
| 13.                                                                                    | "Daddy's Tango"                                                                         | 2:07                                                                                   |
| 14.                                                                                    | "Interlude A"                                                                           | 0:14                                                                                   |
| 15.                                                                                    | "Calypso School"                                                                        | 1:56                                                                                   |
| 16.                                                                                    | "Tijuana Friends (Fighter)"                                                             | 0:39                                                                                   |
| 17.                                                                                    | "Tijuana Friends (Prayer)"                                                              | 2:39                                                                                   |
| 18.                                                                                    | "Haruka"                                                                                | 2:12                                                                                   |
| 19.                                                                                    | "Oryzae's Theater Starlight"                                                            | 1:30                                                                                   |
| 20.                                                                                    | "Interlude B"                                                                           | 0:13                                                                                   |
| 21.                                                                                    | "Moyashi Mon (Pedal Steel & Accordion)"                                                 | 1:36                                                                                   |
| 22.                                                                                    | "Goth Loli"                                                                             | 1:20                                                                                   |
| 23.                                                                                    | "Son Love Potion (Vibraphone)"                                                          | 2:30                                                                                   |
| 24.                                                                                    | "Miss Banjo"                                                                            | 1:49                                                                                   |
| 25.                                                                                    | "Interlude C"                                                                           | 0:28                                                                                   |
| 26.                                                                                    | "Calypso School (Slow)"                                                                 | 2:09                                                                                   |
| 27.                                                                                    | "Rodeo School"                                                                          | 1:42                                                                                   |
| 28.                                                                                    | "Moyashi Mon March"                                                                     | 1:51                                                                                   |
| 29.                                                                                    | "Moyashi Mon After School"                                                              | 1:44                                                                                   |
| 30.                                                                                    | "Kawahama Misato"                                                                       | 1:26                                                                                   |
| 31.                                                                                    | "Professor Zampona"                                                                     | 1:50                                                                                   |
| 32.                                                                                    | "Calypso School (E Piano)"                                                              | 1:38                                                                                   |
| 33.                                                                                    | "Moyashi Mon Twilight"                                                                  | 2:01                                                                                   |
| 34.                                                                                    | "Lullaby Of Moyashi Mon"                                                                | 3:01                                                                                   |
| 35.                                                                                    | "Marimba Wah Wah"                                                                       | 0:51                                                                                   |
| 36.                                                                                    | "Umi he Ikou <TV SIZE> (Ending・Theme) (海へいこう ＜TV SIZE＞ (エンディング・テーマ))" | 1:28                                                                                   |
| Tổng thời lượng:                                                                       | Tổng thời lượng:                                                                        | 1:00:00                                                                                |

Bộ anime thứ hai có hai bài hát bài hát chủ đề, một mở đầu và một kết thúc. Bài hát mở đầu có tựa Wake Up do ClariS trình bày, đĩa đơn chứa bài hát đã phát hành vào ngày 15 tháng 8 năm 2012, với hai phiên bản giới hạn và bình thường, ngoài việc hai phiên bản này có chứa một bản nhạc khác nhau thì phiên bản giới hạn đính kèm thêm một đĩa chứa đoạn phim trình bày nhạc phẩm. Bài hát kết thúc có tên Saikin (サイキン) do Hiiragi trình bày, đĩa đơn chứa bài hát đã phát hành vào ngày 22 tháng 8 năm 2012 cũng với hai phiên bản hai phiên bản giới hạn và bình thường, phiên bản giới hạn có thêm một số bản nhạc và đĩa đính kèm thêm một đĩa chứa đoạn phim trình bày nhạc phẩm. Album chứa các bản nhạc dùng trong bộ anime đã phát hành vào ngày 03 tháng 10 năm 2012.
| Wake Up          | Wake Up                   | Wake Up    |
| STT              | Nhan đề                   | Thời lượng |
| ---------------- | ------------------------- | ---------- |
| 1.               | "Wake Up"                 | 4:11       |
| 2.               | "Nakanai yo (泣かないよ)" | 4:24       |
| 3.               | "a moment"                | 4:49       |
| 4.               | "Wake Up -instrumental-"  | 4:11       |
| Tổng thời lượng: | Tổng thời lượng:          | 17:35      |

| Wake Up          | Wake Up                   | Wake Up    |
| STT              | Nhan đề                   | Thời lượng |
| ---------------- | ------------------------- | ---------- |
| 1.               | "Wake Up"                 | 4:13       |
| 2.               | "Nakanai yo (泣かないよ)" | 4:24       |
| 3.               | "a moment"                | 4:52       |
| 4.               | "Wake Up -TV MIX-"        | 1:33       |
| Tổng thời lượng: | Tổng thời lượng:          | 15:02      |

| Saikin (最近)    | Saikin (最近)                                                             | Saikin (最近) |
| STT              | Nhan đề                                                                   | Thời lượng    |
| ---------------- | ------------------------------------------------------------------------- | ------------- |
| 1.               | "Saikin (最近)"                                                           | 3:24          |
| 2.               | "Gin no Ballad (銀のバラード)"                                            | 4:38          |
| 3.               | "Ima, Kono Toki. -Ippatsu Toretate Hen- (今、このとき。-一発録れたて編-)" | 5:12          |
| 4.               | "Saikin -Anime Ver.- (最近 -アニメVer.-)"                                 | 1:39          |
| Tổng thời lượng: | Tổng thời lượng:                                                          | 16:31         |

| Saikin (最近)    | Saikin (最近)                                                             | Saikin (最近) |
| STT              | Nhan đề                                                                   | Thời lượng    |
| ---------------- | ------------------------------------------------------------------------- | ------------- |
| 1.               | "Saikin (最近)"                                                           | 3:24          |
| 2.               | "Gin no Ballad (銀のバラード)"                                            | 4:38          |
| 3.               | "Ima, Kono Toki. -Ippatsu Toretate Hen- (今、このとき。-一発録れたて編-)" | 5:13          |
| Tổng thời lượng: | Tổng thời lượng:                                                          | 13:15         |

| Moyashimon Returns Original Soundtrack (もやしもんリターンズ オリジナルサウンドトラック) | Moyashimon Returns Original Soundtrack (もやしもんリターンズ オリジナルサウンドトラック) | Moyashimon Returns Original Soundtrack (もやしもんリターンズ オリジナルサウンドトラック) |
| STT                                                                                      | Nhan đề                                                                                  | Thời lượng                                                                               |
| ---------------------------------------------------------------------------------------- | ---------------------------------------------------------------------------------------- | ---------------------------------------------------------------------------------------- |
| 1.                                                                                       | "Wake Up -TV MIX-"                                                                       | 1:32                                                                                     |
| 2.                                                                                       | "Moyashimon (もやしもん)"                                                                | 1:42                                                                                     |
| 3.                                                                                       | "Ushi ga Tooru kamo (牛が通るかも)"                                                      | 1:53                                                                                     |
| 4.                                                                                       | "Kin Gekijou Theme Sono 1 (菌劇場テーマ その1)"                                          | 1:14                                                                                     |
| 5.                                                                                       | "Misato to Kawahama (美里と川浜)"                                                        | 1:37                                                                                     |
| 6.                                                                                       | "Kin Gekijou Theme Sono 2 (菌劇場テーマ その2)"                                          | 1:05                                                                                     |
| 7.                                                                                       | "Shuukaku Sai da ze~! Banjo&Fiddle (収穫祭だぜ～! Banjo&Fiddle)"                         | 1:42                                                                                     |
| 8.                                                                                       | "Dame Dame Binbou Ryokou (ダメダメ貧乏旅行)"                                             | 1:42                                                                                     |
| 9.                                                                                       | "Maru Hi Sakusen Suikou se yo! (マル秘作戦遂行せよ!)"                                    | 1:51                                                                                     |
| 10.                                                                                      | "Moshikashite, Koi? (もしかして、恋?)"                                                   | 1:41                                                                                     |
| 11.                                                                                      | "Takuran de masu (たくらんでます)"                                                       | 1:39                                                                                     |
| 12.                                                                                      | "Kakushiki no Aru Hotel Ritz Paris (格式のあるホテルリッツパリ)"                         | 1:37                                                                                     |
| 13.                                                                                      | "Hana no Champs-Elysees Doori (花のシャンゼリゼ通り)"                                    | 1:43                                                                                     |
| 14.                                                                                      | "Kindan no Ai (禁断の愛)"                                                                | 1:43                                                                                     |
| 15.                                                                                      | "Itsuki Kyouju no Ohanashi (樹教授のお話)"                                               | 1:27                                                                                     |
| 16.                                                                                      | "Ee~ Kaisetsu wo Itashi masu. (え～解説をいたします。)"                                  | 1:29                                                                                     |
| 17.                                                                                      | "Nazo Sennin Kijuji Ou (謎の仙人 菊二翁)"                                                | 1:16                                                                                     |
| 18.                                                                                      | "Happy Reggae #1"                                                                        | 1:19                                                                                     |
| 19.                                                                                      | "Kin no Shinpi, Hakkou (菌の神秘、発酵)"                                                 | 1:20                                                                                     |
| 20.                                                                                      | "Aya's Bar no Jazz (亜矢's Barのジャズ)"                                                 | 2:08                                                                                     |
| 21.                                                                                      | "Campus (キャンパス)"                                                                    | 1:52                                                                                     |
| 22.                                                                                      | "Paris no Kyuujitsu (パリの休日)"                                                        | 1:42                                                                                     |
| 23.                                                                                      | "Sootto Shinobikomu (そおっと忍び込む)"                                                  | 1:36                                                                                     |
| 24.                                                                                      | "Southern 6"                                                                             | 1:23                                                                                     |
| 25.                                                                                      | "Chikadou no Nazo (地下道の謎)"                                                          | 1:40                                                                                     |
| 26.                                                                                      | "Otoboke Sanningumi (おとぼけ三人組)"                                                    | 1:23                                                                                     |
| 27.                                                                                      | "Ougon no Oka (黄金の丘)"                                                                | 1:40                                                                                     |
| 28.                                                                                      | "Kin to Mirai he no Tabidachi (菌と未来への旅立ち)"                                      | 1:23                                                                                     |
| 29.                                                                                      | "Strange Reggae"                                                                         | 1:50                                                                                     |
| 30.                                                                                      | "Chotto Sabishii (ちょっと寂しい)"                                                       | 1:41                                                                                     |
| 31.                                                                                      | "Falling Reggae"                                                                         | 1:16                                                                                     |
| 32.                                                                                      | "Jazzy Suspense"                                                                         | 1:32                                                                                     |
| 33.                                                                                      | "Country Guitars"                                                                        | 1:41                                                                                     |
| 34.                                                                                      | "Ola! Mikami~! (オラー!みかみ～!)"                                                       | 1:18                                                                                     |
| 35.                                                                                      | "Yami no Auction (闇のオークション)"                                                     | 1:36                                                                                     |
| 36.                                                                                      | "Happy Reggae #2"                                                                        | 1:28                                                                                     |
| 37.                                                                                      | "Blues Harp's Road"                                                                      | 1:40                                                                                     |
| 38.                                                                                      | "Otokogokoro to Paris no Sora, Misato Kaoru (男心とパリの空、美里薫)"                    | 1:29                                                                                     |
| 39.                                                                                      | "Budoubatake Kara Mita Futari no Hoshizora (葡萄畑から見た二人の星空)"                   | 1:11                                                                                     |
| 40.                                                                                      | "Sunao na Kokoro (素直なこころ)"                                                         | 1:50                                                                                     |
| 41.                                                                                      | "Kattou (葛藤)"                                                                          | 1:05                                                                                     |
| 42.                                                                                      | "Kin, Kassei Kasuru zo~ (菌、活性化するぞ～)"                                            | 1:01                                                                                     |
| 43.                                                                                      | "Chanto Kaisetsu, Tanoshiku Setsumei Kin Kouza (ちゃんと解説、楽しく説明 菌講座)"        | 1:07                                                                                     |
| 44.                                                                                      | "Shuukakusai Rinsen Taisei→Sentou (収穫祭 臨戦態勢→戦闘)"                                | 1:30                                                                                     |
| 45.                                                                                      | "Kin Gekijou Sangokushi Hen (菌劇場 三国志篇)"                                           | 1:40                                                                                     |
| 46.                                                                                      | "Soshite Mata Heiwa na Nichijou ga (そしてまた平和な日常が)"                             | 1:14                                                                                     |
| 47.                                                                                      | "Saikin (Anime Ver.) (サイキン ＜アニメVer.＞)"                                          | 1:39                                                                                     |
| 48.                                                                                      | "Saikin (Anime Ver.) (最近 ＜アニメVer.＞)"                                              | 1:39                                                                                     |
| Tổng thời lượng:                                                                         | Tổng thời lượng:                                                                         | 1:13:46                                                                                  |

## Đón nhận
Trong năm 2006 loạt manga đã vào được trong danh sách 10 tác phẩm được đề cử tại Lễ trao giải Văn hóa Tezuka Osamu. Năm 2007, manga và phiên bản anime cũng lọt vào 10 tác phẩm được đề cử tại Liên hoan Nghệ thuật Truyền thông Nhật Bản. Sau đó loạt manga đã giành được giải thưởng lớn tại Lễ trao giải Văn hóa Tezuka Osamu và giải thưởng cho manga chung cho mọi đối tượng tại Lễ trao giải Kodansha Manga ngoài ra còn được đề cử tại lễ trao giải Manga Taishō năm 2008. Tác phẩm đã được chọn là một trong những manga hay nhất tại Nhật Bản trong năm 2008 do Tamaki Seto bình chọn.
Zoltan Fehervari đã khen nghệ thuật của manga với nhận xét "Tổng thể là xuất sắc với chi tiết sắc nét, nhân vật biểu cảm và hành động mượt mà". Brigid Alverson đưa ra nhận xét "Trong khi tác giả trưng ra các ý nghĩ hài hước của mình trong tác phẩm, thì chính nó lại mang tính chính xác trong khoa học có tính giáo dục!". Scott Green đã đăng cảm nghĩ của mình trên trang mạng Ain't It Cool News về sự thể hiện các vi khuẩn là "Có hình dáng cơ bản với các khuôn mặt" làm nổi bật sự khác biệt giữa thiết kế các nhân vật "Dễ thương và truyền cảm" cũng như "Các nhân vật xuất hiện với sự đầu tư kỹ lưỡng giới thiệu nhiều công việc với một nhịp điệu phong phú cùng các minh họa và ghi chú ngoài lề".
Tuy nhiên mật độ các thông tin được cung cấp dẫn đến việc "Cốt truyện tiến triển rất chậm. Dù cốt truyện không bị khựng lại nhưng tốc độ tiến triển quá chậm". Murakami Satsuki và Mio Bryce đã chỉ ra rằng "Điểm nhấn then chốt được trình bày liên tục thúc đẩy sự quan tâm của độc giả và truyền đạt sự hiểu biết hiệu quả dưới dạng giải trí, với các chủ đề khó nuốt chẳng hạn công nghệ lên men là sự thành công của Moyashimon". Jason Thompson thì đưa ra bình luận tại Manga: The Complete Guide là "Ishikawa đôi khi chú trọng vào các thông tin bên lề quá nhiều kết quả là trang chứa đầy chữ mà không tập trung vào cốt truyện hoặc phát triển nhân vật con người theo hướng vĩ mô". Carlos Santos tại Anime News Network đã nhận xét nghệ thuật của Ishikawa là "Bóng được chăm chút tạo ra chiều sâu và kết cấu trong mỗi cảnh cũng như thiết kế nhân vật đặc biệt cho từng người". Ed Sizemore tại Comics Worth Reading cũng khen ngơi về độ chân thật của hình ảnh cứ như phát họa lại đời thực nhưng dưới phong cách truyện tranh cũng như thiết kế hình dáng các vi khuẩn khi chú ý đến số lượng của các thiết kế này.
Jake Godek tại THEM Anime đã nhận xét về thiết kế các vi sinh vật là "Rất đáng yêu thật dễ dàng để nhận ra từng loại trong bộ anime và muốn ôm chúng." cũng như nói về phần âm nhạc là "Hấp dẫn hơn mức cần thiết" nhưng đánh giá về cốt truyện thì "Có cảm giác như cốt truyện đang được định hình từng bước trong quá trình thực hiện chứ không phải là trước đó". Carl Kimlinger tại Anime News Network đã đánh giá "Quanh cảnh trường đại học cho ta cảm giác: tự do, mới mẻ, khám phá, những người bạn cùng phòng xấu tính, các hoạt động học tập kỳ lạ". Khi đánh giá về bộ anime thứ hai thì Kimlinger nhận xét "Sắc nét hơn, các thiết lập chi tiết hơn, sống động hơn, với màu sắc tươi sáng và thiết kế biểu cảm hơn nhưng có một số điểm không hợp lý", về tổng chung thì "giàn lồng tiếng tuyệt vời" với "tốc độ dễ chịu" nhưng "Ba tập đầu có cảm giác cứ như bài giảng khoa học về thực phẩm".
Với bộ phim truyền hình thì Clarissa Graffeo tại Anime World Order đã nhận xét là "Nổi gai ốc" với cảnh thực tế về việc nếm một loại thực phẩm lên mem được gọi là kiviak. Erin Finnegan tại Anime News Network thì nhận xét là "Có vẻ như mỗi tập nuốt trọn cốt truyện của một quyển manga". Chris Beveridge đã đánh giá trên Mania.com là "Hình dáng các vi khuẩn gợi nhớ đến món đồ chơi người ngoài hình tinh trong phim Câu chuyện đồ chơi trừ việc chúng nhiều chuyện hơn" ngoài ra nhân vật gothic lolita thì bị đánh giá là "Nhân vật này trông rất xinh trong manga và anime nhưng không hợp với diễn viên", kết luận là "Moyashimon cường điệu tất cả mọi thứ nhưng giới hạn chuần mực hiếm khi đi quá xa, hơi ngốc nghếch và không thực tế để gây cười nhưng vẫn đúng với các khái niệm cốt lõi".